# Мурзін В'ячеслав Юрійович
Мурзін В'ячеслав Юрійович (нар. 4 вересня 1951 — пом. 30 грудня 2019) — доктор історичних наук, професор, почесний доктор Запорізького національного університету, член Національної спілки журналістів України. Лауреат Державної премії України в галузі науки і техніки.

## Біографія
Народився 4 вересня 1951 р. в родині офіцера Радянської армії. Ще у 14-річному віці він потрапив до археологічної експедиції, що вивчала скіфські кургани поблизу с. Біленьке Запорізької області. Очолювали експедицію видатні знавці ранньої залізної доби О. І. Тереножкін та В. А. Іллінська. Ця зустріч на довгі роки обумовила коло наукових інтересів В. Ю. Мурзіна — вивчення історії і культури скіфів. Після закінчення з відзнакою історичного факультету Харківського Державного університету він вступив до аспірантури при Інституті археології АН УРСР (нині Інститут археології НАН України). Закінчивши її, пройшов шлях від молодшого наукового співробітника до завідувача відділу скіфо-сарматської археології Інституту археології НАН України.
Після захисту 1979 р. кандидатської дисертації очолював цілу низку археологічних експедицій, зокрема спільну українсько-німецьку експедицію, яка працювала понад 20 років і була однією з найбільших археологічних експедицій в Україні. Ця експедиція спочатку проводила остаточне дослідження скіфського царського кургану Чортомлик, а потім розкопки величезного Більського городища скіфської доби і курганів скіфського часу у його окрузі. За матеріалами Чортомлика В. Ю. Мурзіним разом з А. Ю. Алєксєєвим та Р.Ролле була підготована фундаментальна монографія «Черотомлык. Скифский царський курган IV в. до н.э.», що видана російською (К., 1991) та німецькою (Mainz, 1998) мовами.
За період роботи експедиції зарекомендував себе як висококваліфікований фахівець і науковець, здібний організатор.
В. Ю. Мурзін опублікував близько 200 наукових праць, у тому числі 9 монографій (індивідуальних, у співавторстві і колективних) та 9 навчально-методичних посібників. Його роботи видані не тільки в Україні, але й в Росії, Болгарії, Румунії, Польщі, Австрії, Німеччині, Франції, Великій Британії, США.
У 2003 році в зв'язку з родинними обставинами (смертю батька) В. Ю. Мурзін повертається до м. Запоріжжя і починає працювати у Запорізькому юридичному інституті МВС України. У зв'язку з характером нової роботи В. Ю. Мурзін одержав другу вищу освіту і отримав кваліфікацію спеціаліста-юриста за спеціальністю «Правознавство». Це дозволило йому впритул зайнятися правовими аспектами збереження культурно-історичної спадщини. На цю тему В. Ю. Мурзін видав цілу серію робіт зокрема навчально-методичний посібник для магістрів «Роль юристів та правоохоронців у збереженні культурно-історичної спадщини» (у співавторстві з В. К. Антошкіною) та здав до друку монографію «Збереження культурно-історичної спадщини у світлі сучасного законодавства України». Згодом він працював у вишах Бердянська та Мелітополя
В. Ю. Мурзін неодноразово виїжджав у наукові відрядження за кордон. Організовував і очолював виставки археологічних матеріалів України в Австрії та ФРН, брав участь у міжнародних наукових конференціях. Серед них слід назвати міжнародну конференцію «Кочовики Східної Європи» (Шлезвіг, ФРН), доповіді на наукових сесіях українсько-румунської комісії з питань історії, археології, етнографії та фольклору, на міжнародній конференції, присвяченій скіфо-античній археології в університеті м. Бредфорд (Велика Британія). У рамках тижня української культури та науки у Франції він виступав з публічною лекцією в університеті Сорбонна (Париж), читав лекції в університетах Геттінгена та Гамбурга (Німеччина).
Науково-педагогічну роботу Мурзін В. Ю. поєднував з популяризацією науки. Для державної ТРК «Запоріжжя» підготував цикл телевізійних передач, що присвячені давній історії Півдня України і користуються значною популярністю у мешканців м. Запоріжжя і Запорізької області. Регулярно публікувався в обласній пресі, в тому числі — у науково-популярному «Мелітопольському краєзнавчому журналі».
В. Ю. Мурзін був членом редколегій таких періодичних наукових видань: «Музейний вісник» (видання Запорізького краєзнавчого музею), «Культурологічний вісник» (видання Запорізької обласної адміністрації та Запорізького Національного університету), «Історія зброї» (видання Музею історії зброї у м. Запоріжжі), «Світ без кордонів» (видання Класичного приватного університету), «Старожитності Степового Причорномор'я і Криму» (видання Запорізького Національного університету та Запорізького краєзнавчого музею), «Керамологічний вісник» (видання Інституту керамології НАН України). Вчений систематично виступав як експерт та офіційний опонент на захисті кандидатських дисертацій зі спеціальності археологія. Постійно залучався до рецензування монографічної літератури. Підготував трьох кандидатів та одного доктора історичних наук, які захистилися на засіданнях Спеціалізованої вченої ради по захисту докторських дисертацій при Інституті археології НАН України. Результати їх дисертаційних досліджень активно впроваджуються у науковій та науково-педагогічній сферах. В. Ю. Мурзін був також членом Спеціалізованої вченої ради на здобуття наукового ступеня кандидата історичних наук при Запорізькому національному університеті та головою Запорізького відділення ВГО «Спілка археологів України».